# Isabelle Mazzara
Isabelle Mazzara is een Belgisch topambtenaar.

## Levensloop
Isabelle Mazzara studeerde politieke en sociale wetenschappen en internationale betrekkingen en internationaal recht aan de Université libre de Bruxelles.
Ze klom al spoedig op in de politieke administratie en diende in verschillende ministeriële kabinetten, eerst als adviseur bij Antoine Duquesne (MR), minister van Binnenlandse Zaken in de regering-Verhofstadt I van 1999 tot 2003. Ze was achtereenvolgens raadgever van Patrick Dewael (VLD), adjunct-kabinetschef van minister van Asiel en Migratie Annemie Turtelboom (Open Vld) in de regering-Van Rompuy (maart 2008-juli 2009) en kabinetschef toen Turtelboom de portefeuille Binnenlandse Zaken kreeg in de regering-Leterme II (januari 2010-december 2011). Nadien werd ze kabinetschef van staatssecretaris voor Asiel en Migratie Maggie De Block (Open Vld) in de regering-Di Rupo (december 2011-maart 2013).
In april 2013 werd Mazzara benoemd als topmanager bij de FOD Binnenlandse Zaken, eerst in april 2013 als directeur-generaal van de algemene directie Instellingen en Bevolking (bevoegd voor onder meer het Rijksregister en de verkiezingen) en in april 2014 als voorzitter van het directiecomité. In die functie werd ze de opvolger van Jaak Raes. Hoewel ze uit de schijnwerpers tracht te blijven, mengde ze zich toch in het debat rond de quota voor vrouwen in topfuncties. Daarnaast was Mazzara tot 2013 plaatsvervangend bestuurder van het Interfederaal Gelijkekansencentrum.
In 2019 maakte ze de overstap naar de Université libre de Bruxelles, waar ze algemeen directeur werd. Ze werd in 2021 ook voorzitter van het Franstalige gemeenschapsonderwijs.
Mazzara volgde in 2021 Étienne Davignon als voorzitter van de raad van bestuur van Bozar op. In 2022 werd ze tevens bestuurder van de Pro League.